# Adam Krzyżanowski (ekonomista)
Adam Alojzy Krzyżanowski, ps. „Alojzy Dębno”, „Michał Strebejko” (ur. 19 stycznia 1873 w Krakowie, zm. 29 stycznia 1963 tamże) – polski ekonomista, profesor Uniwersytetu Jagiellońskiego, jego prorektor w latach 1933–1938, dziekan Wydziału Prawa UJ w roku akademickim 1930/1931, prezes Polskiej Akademii Umiejętności w latach 1957–1958, poseł na Sejm II RP II i III kadencji, poseł do Krajowej Rady Narodowej oraz na powojenny Sejm Ustawodawczy.

## Życiorys
Był synem Stanisława Andrzeja (księgarza) i Marii von Heugel, bratem Mariana (księgarza, wydawcy i antykwariusza krakowskiego). Uczęszczał do Gimnazjum św. Anny w Krakowie, następnie studiował prawo na Uniwersytecie Jagiellońskim (1889–1894), m.in. pod kierunkiem Bolesława Ulanowskiego, Włodzimierza Czerkawskiego i Fryderyka Zolla (starszego). Po obronie na UJ doktoratu praw uzupełniał studia na uniwersytetach w Berlinie i Lipsku (1894–1895). Pracował początkowo w Prokuratorii Skarbu w Krakowie; od 1895 prowadził wykłady z ekonomii na Kursach im. A. Baranieckiego w Krakowie oraz w krakowskiej Akademii Handlowej. W 1902 ożenił się z Zofią z domu Beringer, z którą miał córki Izabelę i Zofię. W 1908 habilitował się (praca Teoria Malthusa ze szczególnym uwzględnieniem jej stosunku do prawa zmniejszającego się przychodu z ziemi) i został docentem w Katedrze Ekonomii Politycznej i Skarbowości UJ; prowadził wykłady z podstaw ekonomii i demografii. W 1912 uzyskał nominację na profesora nadzwyczajnego i objął kierownictwo Katedry Ekonomii Politycznej i Skarbowości; profesorem zwyczajnym został w 1916. W roku akademickim 1930/1931 pełnił funkcję dziekana Wydziału Prawa, był też przez 5 lat prorektorem (1933–1938).
Po agresji III Rzeszy na Polskę w początkach okupacji niemieckiej znalazł się w gronie 183 krakowskich uczonych, aresztowanych przez SS 6 listopada 1939 w ramach Sonderaktion Krakau i trafił do obozu koncentracyjnego w Sachsenhausen. Po uwolnieniu 8 lutego 1940 wrócił do Krakowa i prowadził wykłady i seminaria w ramach tajnego nauczania uniwersyteckiego. Po wojnie kierował Katedrą Ekonomii Politycznej; w 1949 emerytowany, powrócił jeszcze do pracy na uczelni w 1957 jako pracownik naukowy Katedry Ekonomii Politycznej (od 1959 pod zmienioną nazwą Katedra Ekonomii Politycznej i Polityki Ekonomicznej), kończąc ostatecznie pracę na uniwersytecie w 1960.
Od 1920 był członkiem korespondentem Polskiej Akademii Umiejętności (od 1927 członkiem czynnym), należał również do Towarzystwa Naukowego Warszawskiego (od 1947 członek zwyczajny). W PAU pełnił szereg funkcji – był wicedyrektorem Wydziału II (1947–1952), sekretarzem (1920–1938) i przewodniczącym Komisji Prawniczej (1948–1952), przewodniczącym Komitetu Wydawnictw Ekonomicznych (1929–1937), delegatem ds. Fundacji Kórnickiej, członkiem Rady i komitetu wydawniczego Wydawnictw Instytutu Ekonomicznego PAU (1934–1945). W latach 1957–1958, kiedy krakowskie środowisko naukowe próbowało powołać ponownie do życia akademię (co ostatecznie zakończyło się niepowodzeniem oraz utworzeniem przez władze Oddziału Krakowskiego PAN), pełnił funkcję prezesa PAU. Nie zgodził się na wysunięcie jego kandydatury na członka Polskiej Akademii Nauk.
W 1896 należał do grona założycieli Towarzystwa Miłośników Historii i Zabytków Krakowa; działał w Krajowym Towarzystwie Rolniczym (w latach 1896–1904 sekretarz), Polskim Towarzystwie Ekonomicznym (w 1945 członek założyciel), Towarzystwie Ekonomicznym w Krakowie (w okresie 1921–1939 redaktor wydawnictw towarzystwa). Brał udział w Międzynarodowym Kongresie Demograficznym w Rzymie w 1931. W 1958 Uniwersytet Jagielloński nadał mu doktorat honoris causa.
Był aktywnym uczestnikiem życia publicznego. W okresie zaborów wspierał tworzenie spółdzielni rolniczych w Galicji. W niepodległej Polsce pełnił funkcję prezesa Komisji Podatków Ministerstwa Skarbu i z ramienia Bezpartyjnego Bloku Współpracy z Rządem został posłem na Sejm w 1928; z mandatu oraz członkostwa w BBWR zrezygnował w 1931, protestując przeciwko uwięzieniu posłów Centrolewu w twierdzy brzeskiej. W 1927 uczestniczył w negocjacjach finansowych w Nowym Jorku, dzięki którym rząd polski uzyskał pożyczkę amerykańską; w efekcie tych działań udało się ustabilizować sytuację polskiego złotego. Po wojnie Krzyżanowski brał udział w rozmowach w Moskwie w czerwcu 1945 i powołaniu Tymczasowego Rządu Jedności Narodowej. Był członkiem Krajowej Rady Narodowej (1945–1947), a w latach 1947–1949 posłem na Sejm Ustawodawczy z ramienia Stronnictwa Demokratycznego (był przewodniczącym Wojewódzkiego Komitetu tej partii w Krakowie).
Jego zainteresowania naukowe obejmowały metodologię ekonomii, finanse, ekonomikę rolnictwa, historię powszechną gospodarczą, etykę i demografię. Wykazywał współzależność finansów prywatnych i publicznych. W latach 30. zgłosił program finansowy walki ze zubożeniem ludności. Przedstawił własną klasyfikację pieniądza, badał zagadnienia kredytu oraz omówił rozwój kategorii wojen w historii, wskazując na racjonalizację wojen (na tle stopniowej racjonalizacji innych działań ludzkich). Współpracował z pismem „Przegląd Współczesny”, w 1925 ogłosił przekład pracy Prawo ludności Thomasa Roberta Malthusa. Do grona studentów Krzyżanowskiego należeli m.in. Oskar Lange, Edward Strasburger, Edward Taylor, Adam Vetulani i Kazimierz Studentowicz.
Został pochowany na cmentarzu Rakowickim w Krakowie (kwatera S-płn-1 po lewej Łozińskich).

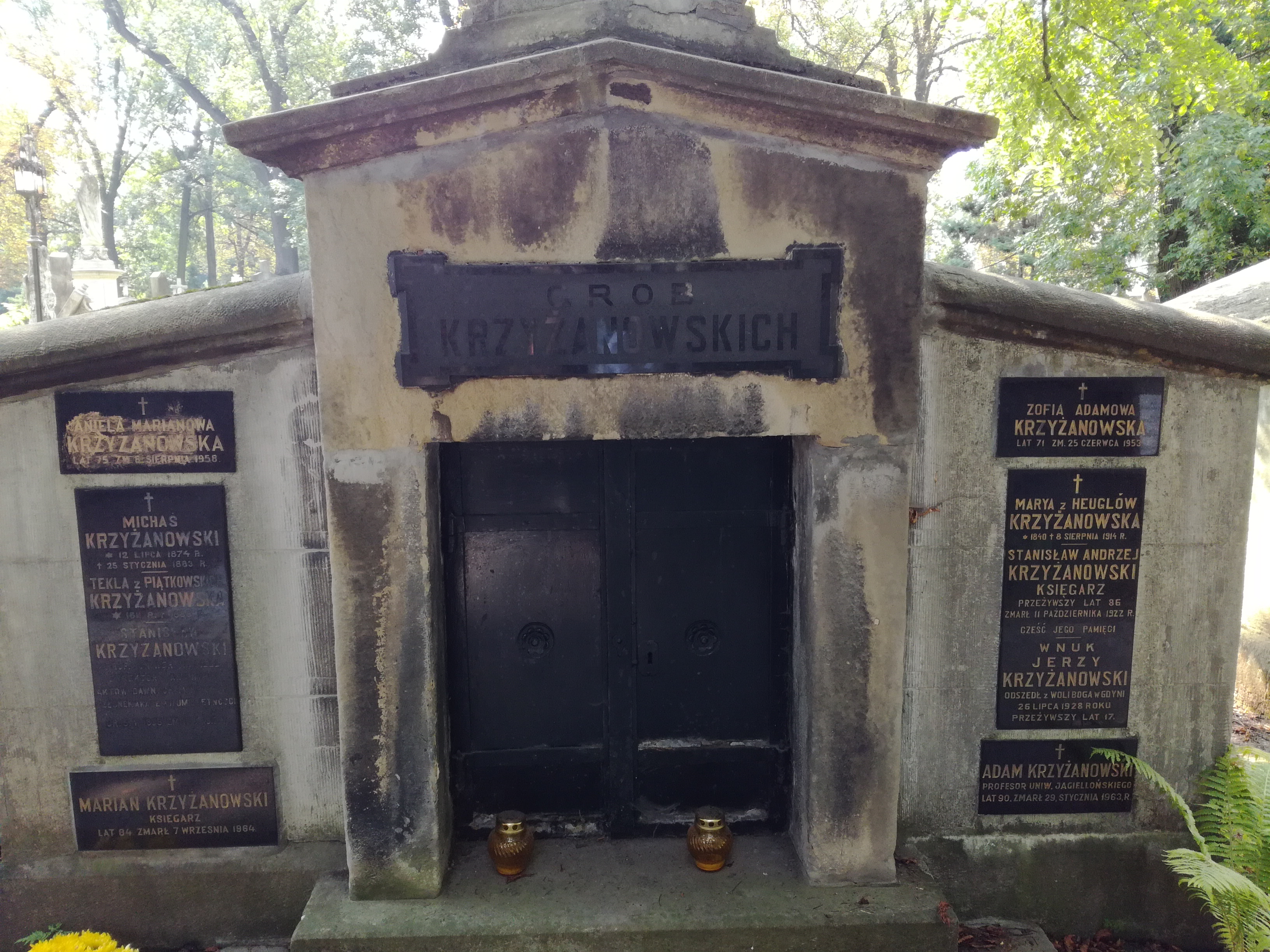
Grób prof. Adama Krzyżanowskiego na cmentarzu Rakowickim

## Publikacje
- Die Grundbesitzenverteilung in Galizien (1895)
- Studya agrarne (1900)
- Rolnictwo wobec polityki handlowej (1901)
- Pieniądz (1911)
- Socjalizm a prawo natury (1911)
- Towarzystwa i stowarzyszenia rolnicze (1911)
- Wojna Bałkańska w roku 1912–1913 (1913)
- Socjologia wojny (1918)
- Drożyzna (1919)
- Gospodarka wojenna (1919)
- Nauka o pieniądzu i kredycie (1919)
- Zasady ekonomii (1919, 2 części)
- Socjalizm po wojnie (1920)
- Założenia ekonomiki (1920)
- Nauka skarbowości (1923)
- Pauperyzacja Polski współczesnej (1926)
- Polityka i gospodarstwo (1931)
- Dolar i złoty (1935)
- Moralność współczesna (1935)
- Chrześcijańska moralność polityczna (1948)
- Raj doczesny komunistów (ukończone w 1952, wydane w 2006)
- Dzieje Polski (1973)

## Ordery i odznaczenia
- Krzyż Komandorski z Gwiazdą Orderu Odrodzenia Polski (1957)[4]
- Krzyż Komandorski Orderu Odrodzenia Polski (dwukrotnie: 11 listopada 1936[5], 11 lipca 1946[6])